# (1103) Секвойя
(1103) Секвойя (лат. Sequoia) — очень светлый астероид главного пояса, который принадлежит к спектральному классу E и входит в состав семейства Венгрии. Он был открыт 9 ноября 1928 года немецким астрономом Вальтером Бааде в Гамбургской обсерватории и назван в честь национального парка Секвойя в Калифорнии.
- Орбита астероида Секвойя и его положение в Солнечной системе